# سنترفيل (ألاباما)
سنترفيل (بالإنجليزية: Centreville)‏ هي مدينة أمريكية تقع في ولاية ألاباما.تبلغ مساحة هذه المدينة 25.2 (كم²)،ويبلغ عدد سكانها 2466 نسمة حسب إحصاء سنة 2010 م.تشير الإحصاءات بأن الكثافة السكانية في هذه المدينة تقدر بـ(97.9) نسمة/كم2.

## التركيبة السكانية
حدّد مكتب تعداد الولايات المتحدة بيانات التركيبة السكانية لسنترفيل في تعداد الولايات المتحدة. في ما يلي، التركيبة السكانية حسب تعدادي 2000 و2010.

### تعداد عام 2000
بلغ عدد سكان سنترفيل 2,466 نسمة بحسب تعداد عام 2000، وبلغ عدد الأسر 953 أسرة وعدد العائلات 684 عائلة مقيمة في المدينة. في حين سجلت الكثافة السكانية 99.2 نسمة لكل كيلومتر مربع (256.9/ميل2). وبلغ عدد الوحدات السكنية 1,064 وحدة بمتوسط كثافة قدره 42.8 لكل كيلومتر مربع (110.9/ميل2).
وتوزع التركيب العرقي للمدينة بنسبة 75.95% من البيض و23.03% من الأمريكيين الأفارقة و0.08% من الأمريكيين الأصليين و0.12% من الأمريكيين ذوي الأصول الآسيوية و0.32% من الأعراق الأخرى و0.49% من عرقين مختلطين أو أكثر و1.74% من الهسبانيون أو اللاتينيون من أي عرق.
بلغ عدد الأسر 953 أسرة كانت نسبة 35.5% منها لديها أطفال تحت سن الثامنة عشر تعيش معهم، وبلغت نسبة الأزواج القاطنين مع بعضهم البعض 52.3% من أصل المجموع الكلي للأسر، ونسبة 15.4% من الأسر كان لديها معيلات من الإناث دون وجود شريك، بينما كانت نسبة 4.1% من الأسر لديها معيلون من الذكور دون وجود شريكة وكانت نسبة 28.2% من غير العائلات. تألفت نسبة 26.3% من أصل جميع الأسر من عدة أفراد يعيشون في نفس المنزل ونسبة 15% كانت تتألف من شخص يعيش بمفرده يبلغ من العمر 65 عاماً أو أكثر. وبلغ متوسط حجم الأسرة المعيشية 2.48، أما متوسط حجم العائلات فبلغ 2.98.
بلغ العمر الوسطي للسكان 39.2 عاماً. وكانت نسبة 24.6% من القاطنين تحت سن الثامنة عشر، وكانت نسبة 8.5% بين الثامنة عشر والرابعة والعشرين عاماً، ونسبة 24.9% كانت واقعةً في الفئة العمرية ما بين الخامسة والعشرين والرابعة والأربعين عاماً، ونسبة 23.8% كانت ما بين الخامسة والأربعين والرابعة والستين، ونسبة 13.9% كانت ضمن فئة الخامسة والستين عاماً فما فوق. يوجد لكل 100 أنثى 90.0 ذكر، ويوجد لكل 100 أنثى في الثامنة عشر من عمرها فما فوق 85.2 ذكر.
بلغ متوسط دخل الأسرة في المدينة 31,842 دولارًا، أما متوسط دخل العائلة فبلغ 43,309 دولارًا. وكان متوسط دخل الذكور 32,250 دولارًا مقابل 21,654 دولارًا للإناث. وسجل دخل الفرد الخاص بالمدينة 15,449 دولارًا. وكانت نسبة 14% من العائلات ونسبة 19.4% من السكان تحت خط الفقر، وكان من هؤلاء نسبة 30.1% تحت سن الثامنة عشر ونسبة 11% في الخامسة والستين من العمر وما فوق.

### تعداد عام 2010
بلغ عدد سكان سنترفيل 2,778 نسمة بحسب تعداد عام 2010، وبلغ عدد الأسر 1,066 أسرة وعدد العائلات 729 عائلة مقيمة في المدينة. في حين سجلت الكثافة السكانية 111.7 نسمة لكل كيلومتر مربع (289.3/ميل2). وبلغ عدد الوحدات السكنية 1,178 وحدة بمتوسط كثافة قدره 47.4 لكل كيلومتر مربع (122.8/ميل2).
وتوزع التركيب العرقي للمدينة بنسبة 72.25% من البيض و23.65% من الأمريكيين الأفارقة و0.25% من الأمريكيين الأصليين و0.36% من الأمريكيين ذوي الأصول الآسيوية و2.38% من الأعراق الأخرى و1.12% من عرقين مختلطين أو أكثر و2.95% من الهسبانيون أو اللاتينيون من أي عرق.
بلغ عدد الأسر 1,066 أسرة كانت نسبة 34.7% منها لديها أطفال تحت سن الثامنة عشر تعيش معهم، وبلغت نسبة الأزواج القاطنين مع بعضهم البعض 47.2% من أصل المجموع الكلي للأسر، ونسبة 15.9% من الأسر كان لديها معيلات من الإناث دون وجود شريك، بينما كانت نسبة 5.3% من الأسر لديها معيلون من الذكور دون وجود شريكة وكانت نسبة 31.6% من غير العائلات. تألفت نسبة 29% من أصل جميع الأسر من عدة أفراد يعيشون في نفس المنزل ونسبة 14.2% كانت تتألف من شخص يعيش بمفرده يبلغ من العمر 65 عاماً أو أكثر. وبلغ متوسط حجم الأسرة المعيشية 2.50، أما متوسط حجم العائلات فبلغ 3.07.
بلغ العمر الوسطي للسكان 39.0 عاماً. وكانت نسبة 23.8% من القاطنين تحت سن الثامنة عشر، وكانت نسبة 9% بين الثامنة عشر والرابعة والعشرين عاماً، ونسبة 24.6% كانت واقعةً في الفئة العمرية ما بين الخامسة والعشرين والرابعة والأربعين عاماً، ونسبة 24.6% كانت ما بين الخامسة والأربعين والرابعة والستين، ونسبة 18.1% كانت ضمن فئة الخامسة والستين عاماً فما فوق. وتوزع التركيب الجنسي للسكان بنسبة 48.1% ذكور و51.9% إناث.

## المناخ
يظهر الجدول التالي التغييرات المناخية على مدار السنة لسنترفيل:
{{بيانات منطقة مناخية
|Apr record high F=94|Apr high F=77.2|Apr low F=49.9|Apr record low F=26|Apr precipitation inch=5.15|Apr snow inch=0|Aug record high F=106|Aug high F=92.3|Aug low F=68.1|Aug record low F=51|Aug precipitation inch=4.43|Aug snow inch=0|Dec record high F=82|Dec high F=58.6|Dec low F=34.4|Dec record low F=2|Dec precipitation inch=5.36|Dec snow inch=0.4|Feb record high F=86|Feb high F=61.0|Feb low F=35.5|Feb record low F=5|Feb precipitation inch=5.41|Feb snow inch=0|Jan record high F=82|Jan precipitation inch=5.48|Jan high F=57.4|Jan low F=33.5|Jan record low F=-1|Jan snow inch=0.8|Jul record high F=109|Jul high F=92.4|Jul low F=68.8|Jul record low F=53|Jul precipitation inch=5.53|Jul snow inch=0|Jun record high F=105|Jun high F=90.7|Jun low F=65.5|Jun record low F=40|Jun precipitation inch=4.32|Jun snow inch=0|Mar record high F=91|Mar high F=68.0|Mar low F=41.4|Mar record low F=13|Mar precipitation inch=6.48|Mar snow inch=0|May record high F=98|May high F=84.5|May low F=57.7|May record low F=33|May precipitation inch=3.99|May snow inch=0|Nov record high F=90|Nov high F=66.6|Nov low F=39.4|Nov record low F=10|Nov precipitation inch=3.70|Nov snow inch=0|Oct record high F=101|Oct high F=79.4|Oct low F=50.4|Oct record low F=23|Oct precipitation inch=2.68|Oct snow inch=0|Sep record high F=112|Sep high F=88.2|Sep low F=62.6|Sep record low F=33|Sep precipitation inch=3.33|Sep snow inch=0|precipitation colour=green|single line=Y| location = سنترفيل
|width=auto

## أعلام
- بين جونز
- زاك ستايسي
- فرانكلين بوتس غلاس سينيور
- هنري جيمس
- فرانك برات